# 이베로아메리카

스페인과 포르투갈을 포함한 이베로아메리카 지도

이베로아메리카(영어: Ibero-America, 스페인어: Ibero-América, 포르투갈어: Ibero-América)는 20세기에 사용된 용어로, 스페인과 포르투갈의 식민지였던 아메리카 대륙의 나라를 가리킨다. 이베로아메리카 정상회의나 이베로아메리카 국가 기구처럼 경우에 따라서 스페인과 포르투갈을 포함하기도 한다. 이베로아메리카 국가 기구에는 중앙아프리카의 적도 기니가 참여하고 있다.
"이베로"는 스페인, 포르투갈, 안도라, 지브롤터 등이 있는 유럽의 이베리아반도를 나타낸다. 이베로아메리카는 포르투갈어를 사용하는 브라질과 스페인어를 사용하는 다른 아메리카 대륙의 나라를 포함하지만, 아이티 등의 프랑스어권, 수리남 등의 네덜란드어권, 벨리즈 등의 영어권 나라는 제외된다. 남아메리카에서는 기아나 지역을 제외하고 모두 이베로아메리카다.

## 유럽과 아메리카의 나라와 인구
- 스페인어 사용 국가: (430,567,462명)

 과테말라 15,806,675
 니카라과 6,071,045
 도미니카 공화국 9,445,281
 멕시코 118,395,054
 베네수엘라 28,946,101
 볼리비아 10,556,102
 스페인 46,704,314
 아르헨티나 42,669,500
 에콰도르 15,223,680
 엘살바도르 6,134,000
 온두라스 8,249,574
 우루과이 3,324,460
 칠레 17,772,871
 코스타리카 4,586,353
 콜롬비아 47,425,437
 쿠바 11,167,325
 파나마 4,058,374
 파라과이 6,800,284
 페루 30,814,175
 푸에르토리코 3,667,084
- 포르투갈어 사용 국가: (211,520,003명)

 브라질 201,032,714
 포르투갈 10,487,289
- 카탈루냐어 사용 국가: (4,079,420명)

 안도라 77,281

## 같이 보기
- 라틴 아메리카
- 히스패닉 아메리카